# DSM-5 (Ploegendienst)
DSM-5 is het tweede studioalbum van de Nederlandse punkband Ploegendienst. Het album werd uitgebracht op 14 juni 2024. DSM-5 is vernoemd naar het gelijknamige psychiatrische standaardwerk. Voor enkele nummers werkte de band samen met Spinvis en Vjèze Fur (De Jeugd van Tegenwoordig).

## Ontvangst
Volgens Floris Hendrix van Het Parool is het album openhartig en klinkt het aanstekelijk. DSM-5 bevat minder hardcore punk dan voorganger Ik (2023) en geeft er gitaarloops voor in de plaats. Hendrix merkte de medewerking met Spinvis op, die hij een glansrol toebedeelde. Tyron Woerdings van 3voor12 benoemde de "poppy structuren". Het album is minder "anti-alles" dan Ik. Maar hij voegde daaraan toe: "Al moet je nog steeds niet te blij komen doen, [frontman] Ray pist nog steeds met evenveel liefde in je soep, zoals te horen op 'De kunst van animositeit'." NRC recenseerde DSM-5 als een van de opvallendste albums van de week.

## Tracklist
| Nr. | Titel                                | Duur |
| --- | ------------------------------------ | ---- |
| 1.  | Zwijgrecht                           | 1:20 |
| 2.  | De kunst van animositeit             | 2:28 |
| 3.  | Paranoia                             | 0:54 |
| 4.  | Nopjes                               | 2:15 |
| 5.  | Staatloze prins                      | 1:55 |
| 6.  | Interessant (met Spinvis)            | 2:17 |
| 7.  | Perzisch tapijt                      | 2:19 |
| 8.  | DSM-5                                | 1:45 |
| 9.  | Jabbaman                             | 1:41 |
| 10. | Hard (met Vjèze Fur)                 | 1:38 |
| 11. | Hellenkeller                         | 0:18 |
| 12. | Wraakzucht                           | 1:06 |
| 13. | Mensen in het algemeen (met Spinvis) | 2:19 |